# Alfred Gautier

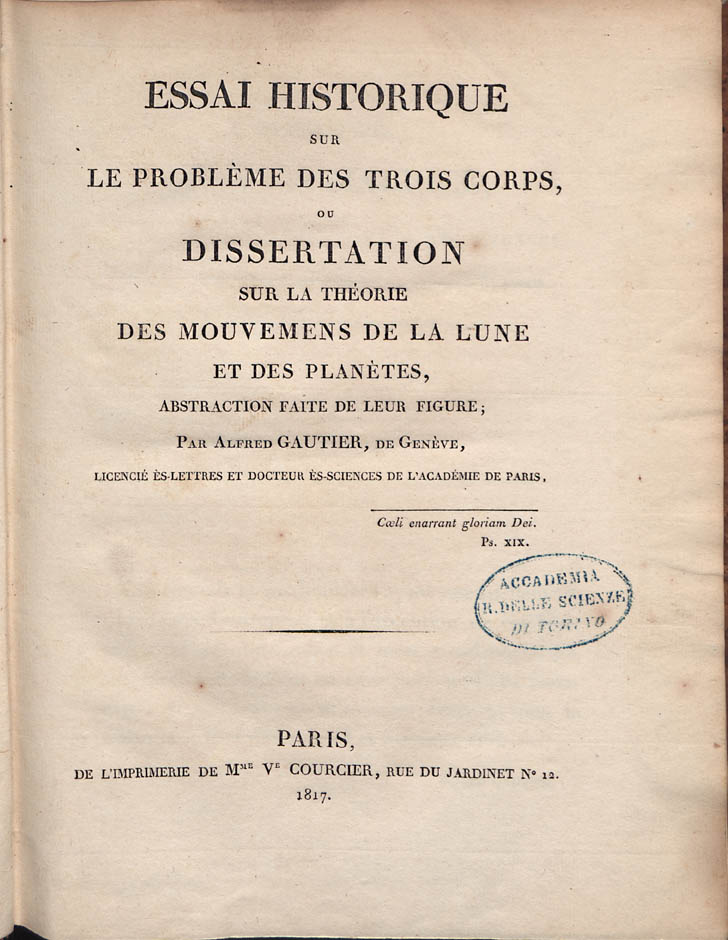
Essai historique sur le problème des trois corps

Alfred Gautier (né le 18 juillet 1793 - mort le 30 novembre 1881) est un astronome suisse, 
troisième directeur de l'Observatoire de Genève de 1821 à 1839 et professeur honoraire (sans traitement) à l'Académie de Genève dès 1819.
Il organise la réfection de l'Observatoire de Genève, puis fait construire un nouveau bâtiment en 1830,
à 70 mètres de l'ancien, équipé de nouveaux instruments (méridien et équatorial). Il participe au passage 
pour la vie civile à Genève du temps solaire vrai au temps solaire moyen en 1821.

## Sources bibliographiques
- (en) Edmond Guyot, « Le service de l'heure en Suisse », Cellular and Molecular Life Sciences, Birkhäuser Basel, vol. 5, no 10,‎ octobre 1949, p. 373-380 (ISSN 1420-682X et 1420-9071, DOI 10.1007/BF02165018, résumé, lire en ligne)